# ルカ・ズッフィ
ルカ・ズッフィ（Luca Zuffi、1990年3月27日 - ）は、スイス・ヴィンタートゥール出身のサッカー選手。ポジションはMF。スイス代表。スイス・スーパーリーグのFCシオン所属。
父親は元スイス代表のサッカー選手ダリオ・ズッフィ。

## 経歴
地元のFCヴィンタートゥールのユースチームで育ち、トップチームで7年間プレーする。
2012年夏、FCヴィンタートゥールからFCトゥーンへ期限付き移籍。2013年夏にFCトゥーンへ移籍。
2014年夏、FCバーゼルへ移籍。背番号7は父親のダリオがFCバーゼル所属時に着けていた背番号と同じである。1年目の2014-2015シーズンにスーパーリーグ優勝を果たした。
2021年6月17日、FCシオンに3年契約で移籍。

## 人物
- バーゼルでチームメイトであった柿谷曜一郎と仲が良く、柿谷がバーゼルを退団した後でも連絡をとっていた。2017年に来日した際には大阪府内を柿谷に案内してもらっていた[4]。

## タイトル
クラブ
FCバーゼル
- スーパーリーグ 2014-15, 2015-16, 2016-17
- スイス・カップ 2016-17, 2018-19